# La Burbanche

La Burbanche este o comună în departamentul Ain din estul Franței.